# Sandra Stocker
Sandra Stocker est une joueuse suisse de volley-ball née le 26 décembre 1987 à Bulle, dans le canton de Fribourg. Elle mesure 1,87 m et joue au poste de centrale. Elle est internationale suisse.

## Clubs
| Club                 | De        | À         |
| -------------------- | --------- | --------- |
| VBC Fribourg         | 2001-2002 | 2003-2004 |
| RTV 1879 Bâle        | 2004-2005 | 2005-2006 |
| Smaesch Pfeffingen   | 2006-2007 | 2010-2011 |
| NUC Volleyball       | 2011-2012 | 2012-2013 |
| Club Deportivo Iruña | 2013-2014 | …         |

## Palmarès
- Championnat d'Espagne
  - Finaliste : 2014.
- Championnat de Suisse
  - Finaliste : 2012
- Coupe de Suisse
  - Finaliste : 2008